# Lubin Kopalnia
Stacja Lubin Kopalnia – towarowa stacja kolejowa leżąca na linii kolejowej z Lubina Górniczego do Polkowic. Odcinek od Lubina Górniczego  jest obsługiwany przez nastawnię PKP Polskie Linie Kolejowe a odcinek w stronę Polkowic przez nastawnię Pol Miedź Trans. Stacja jest graniczną stacją dwóch spółek zarządzających liniami kolejowymi. Na stacji prowadzone są formowania składów i manewry.

## Linie przechodzące przez stację
linia kolejowa nr 971 Lubin – Lubin Kopalnia – Polkowice

linia rozebrana Lubin Kopalnia – Lubin Fabryka Domów